# ماركوس فوريوس كاميلوس

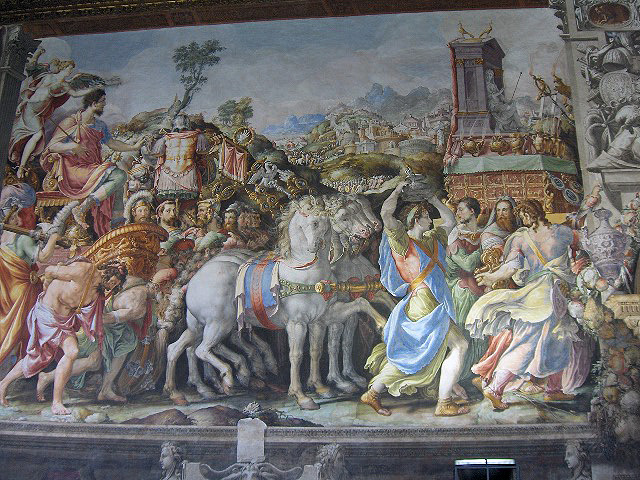
لوحة فرانتشيسكو سالفياتي عن انتصار كاميلوس

ماركوس فوريوس كاميلوس (باللاتينية: Marcus Furius Camillus) جندي وسياسي روماني وهو من عائلة من النبلاء، وأصبح رقيبا في عام 403 ق م. وترأس أربع مرات، وأصبح حاكما مطلقا خمس مرات، وكرم بلقب المؤسس الثاني لروما. احتل مدينة فيي بعد عشر سنوات من الحصار، وعندما اتهم بأنه لم يوزع الغنائم بشكل عادل، نفى نفسه طوعا إلى أرديا، لكن السبب الحقيقي وراء هذا كان بسبب غروره ودخوله روما منتصراً ومزهواً بنفسه في عربة تقودها خيول بيض.
بعدها هوجمت روما من قبل قبائل الغال أو الغاليين عام 390 ق م وحاصروا الكابيتول فجعلوه دكتاتورا وهزم العدو وطرد القائد الغالي برينوس من أرض الرومان ومنعه من تدمير المدينة، وكان قد ثنى الرومان من الهجرة إلى فيي بعد أن أوهنت عزيمته بسبب الدمار الذي جلبه معه الغال وحثهم على إعادة إعمار المدينة، وبعدها حارب بنجاح قبائل الأيكوي والوولسكي والإتروسكان ورد هجوماً جديداً قام به الغال عام 367، وكان ثمة مناسبات أخرى استطاع فيها إنقاذ روما بتولي القيادة العسكرية، والعمل على تجنيب القوات الرومانية الكوارث، وفي عام 367 ق م عين دكتاتوراً بعد طعن أن في السن. ورغم أنه متعاطفا مع النبلاء فإنه رأى أن يقوم مجلس الشيوخ بتقديم تنازلات للعامة، ومنح العامة المزيد من الحقوق، والمزيد من الرأي في إدارة شؤون الحكم، وكان له دور فعال في إقرار القوانين الليكينية. ومات عام 365 ق م بالطاعون عن واحد وثمانين عاما.
قصة كاميلوس بلا شك أسطورية أكثر منها تاريخية، ومنها تنتمي قصة أخرى عندما حاول كاميلوس أن يغزو فاليريي حاول أحد المعلمين خيانة المدينة فاحضر مجموعة من أبناء المواطنين، وقال أنه أرسله إلى المدينة مضروبا من قبل تلاميذه، أما أهل المدينة الذين تأثروا بهذا الكرم استسلموا على الفور.